# جابان (دماوند)
جابان، روستایی از توابع بخش مرکزی و دهستان ابرشیوه شهرستان دماوند است که در استان تهران قرار دارد و از نظر جغرافیایی در جنوب شرقی رشته کوه های البرز و ضلع جنوبی زرین کوه قرار دارد. نام قدیمی این روستا جاوان می باشد. 

## دسترسی
روستای جابان در فاصله ۷۰ کیلومتری شرق شهر تهران به سمت فیروزکوه قراردارد ، نزدیک ترین شهر ها به این منطقه شهر آبسرد (فاصله ۷ کیلومتر) و شهرستان دماوند (فاصله ۱۵ کیلومتر) است.

## جغرافیا
منطقه جابان در امتداد جنوب شرقی رشته کوه البرز و در ۵ کیلومتری ضلع جنوبی زرین کوه قراردارد ، ارتفاع از سطح دریا این منطقه بطور تقریبی ۲۸۵۲ متر است، منطقه جابان بعلت قرار گیری در ضلع جنوبی زرین کوه و سرزمین جلگه ای دارای رودخانه هفت چشمه میباشد که از زرین کوه سرچشمه میگیرد و تا روستای سرخده امتداد دارد.

## جمعیت شناسی
این روستا در دهستان ابرشیوه قرار دارد و براساس سرشماری مرکز آمار ایران در سال ۱۳۸۵، جمعیت آن ۲٬۵۴۰ نفر (۷۵۷خانوار) بوده‌است و درحال حاضر (سال ۱۴۰۱) بصورت غیررسمی دارای ۷۰۰۰+ نفر جمعیت (بومی ، اتباع ، ویلانشینان) میباشد و جمعیت این منطقه بعلت موقعیت جغرافیایی مناسب بصورت روزافزون درحال رشد است.

## تخمه ژاپنی یا جابانی ؟
منطقه جابان زمانی تولیدکننده تخمه جابانی از نوعی هندوانه خاص بود که در این منطقه بعمل میامد و بعدها در بین مردم ایران بعلت تشابه اسمی به ژاپن و شناخت کمتر منطقه جابان به تخمه‌ژاپنی معروف شد اما در اصل تخمه جابونی است.

## سیب دماوند ؟!
سیب دماوند در واقع متعلق به منطقه جابان و سربندان و خسروان میباشد که بعلت گسترده بودن منطقه کشت به سیب دماوند شناخته شده است و همجنین منطقه جابان محل کشت انواع درختان میوه مانند سیب ، هلو ، گیلاس ، آلو ، آلبالو ، و ... است.
جستارهای وابسته
- فهرست روستاهای شهرستان دماوند
- فهرست روستاهای ایران